# Alor Setar
Alor Setar (o Alor Star) es una ciudad de Malasia, capital del estado de Kedah, situado en la zona septentrional de Malasia Peninsular. Según estimación 2010 tenía una población de 212.624 habitantes y es una de las más antiguas del país.